# Christ Agony (album)
Christ Agony – jedyny album studyjny polskiej grupy muzycznej Union, powołanej w 2005 roku przez Cezarego "Cezara" Augustynowicza. Wydawnictwo ukazało się 1 listopada 2005 roku nakładem wytwórni muzycznej Agonia Records. Nagrania zostały zarejestrowane w Metal Sound Studio w Świebodzinie pomiędzy 17 sierpnia a 4 września 2005 roku. 
Album stanowi kontynuację dokonań zespołu Christ Agony, który został rozwiązany w 2003 roku w wyniku konfliktu z wytwórnią muzyczną Metal Mind Productions. W 2007 roku po wygaśnięciu niekorzystnego kontraktu Augustynowicz reaktywował Christ Agony kończąc tym samym działalność Union.

## Lista utworów
Opracowano na podstawie materiału źródłowego.
| Nr | Tytuł utworu        | Autorzy                      | Długość |
| -- | ------------------- | ---------------------------- | ------- |
| 1. | „Infernal Storm”    | Cezary "Cezar" Augustynowicz | 06:40   |
| 2. | „Eternal Hellbound” | Cezary "Cezar" Augustynowicz | 07:05   |
| 3. | „Evil Curse”        | Cezary "Cezar" Augustynowicz | 06:36   |
| 4. | „Hellfire”          | Cezary "Cezar" Augustynowicz | 02:40   |
| 5. | „Purified By Hell”  | Cezary "Cezar" Augustynowicz | 06:16   |
| 6. | „Horn Of Sacrifice” | Cezary "Cezar" Augustynowicz | 08:02   |
| 7. | „Dark Legion”       | Cezary "Cezar" Augustynowicz | 06:12   |
| 8. | „Flames Of Hate”    | Cezary "Cezar" Augustynowicz | 03:26   |
|    |                     |                              | 46:57   |

## Twórcy
Opracowano na podstawie materiału źródłowego.
- Cezary "Cezar" Augustynowicz – gitara prowadząca, wokal prowadzący, produkcja muzyczna
- Tomasz "Reyash" Rejek – gitara basowa, wokal wspierający
- Dariusz "Młody" Płaszewski – perkusja
- Wojtek "Poland" Cenajek – produkcja muzyczna, inżynieria dźwięku, miksowanie, mastering